# Storfurste av Finland

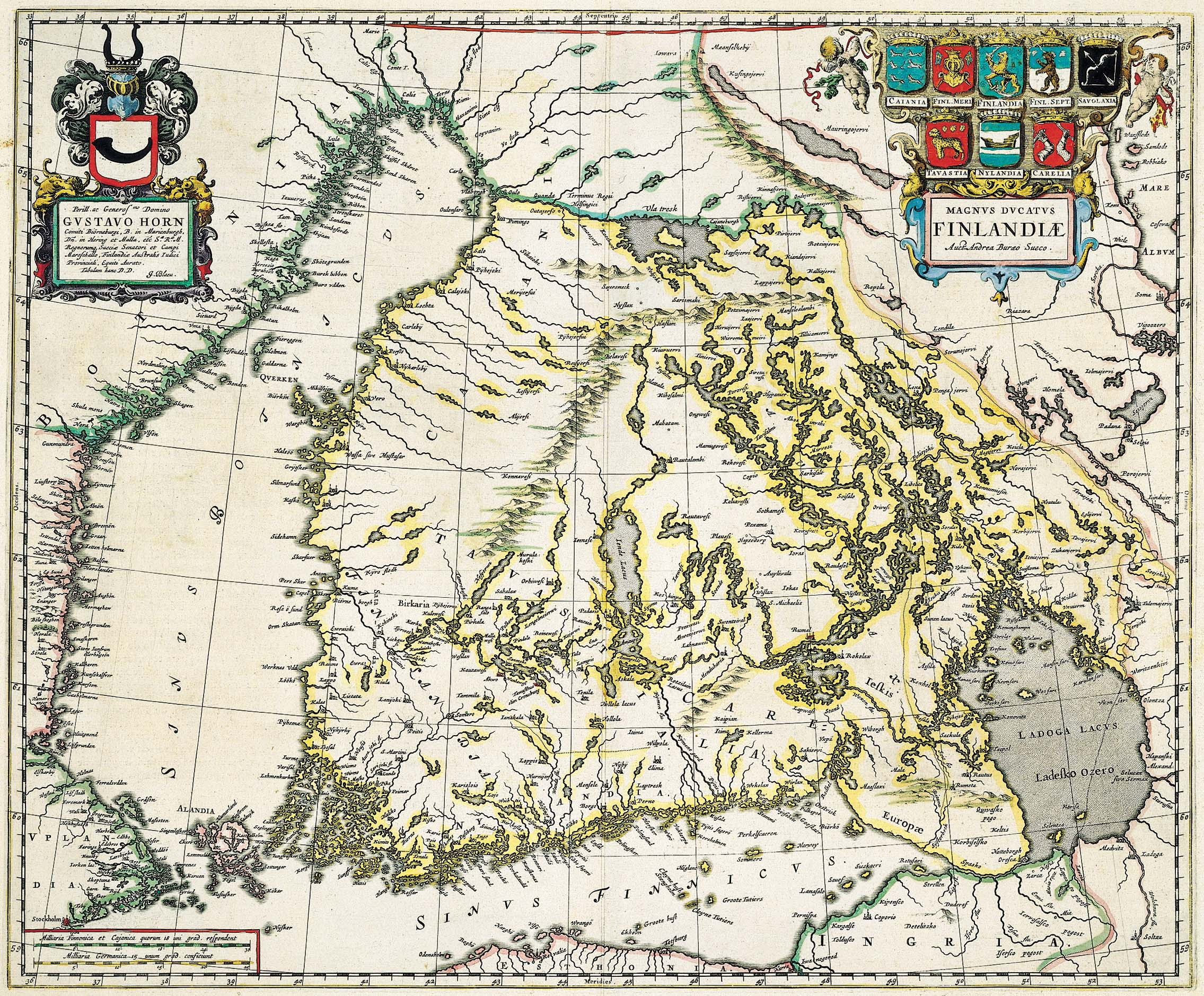
Storfurstendömet Finland 1662.

Storfurste av Finland var en titel som ingick i den svenska konungatiteln från 1581 fram till 1720. År 1581 lade Johan III till storfurste av Finland (fi: Suomen suuriruhtinas) till sin kungatitel. Johan III skrev sig som storfurste av Finland första gången år 1577. Denna titel ingick, dock som ren dekoration, i de svenska regenternas titlar fram till 1720, då Ulrika Eleonora använde den, och 1802 förlänades den till Gustav IV Adolfs nyfödde son Karl Gustav, som dog tre år senare. Efter Finlands skilsmässa från Sverige genom freden i Fredrikshamn 1809 upptogs titeln av den ryske kejsaren.
Några svenska prinsar har burit titeln storfurste av Finland, nämligen Johan III:s son Sigismund, Karl IX:s son Gustav II Adolf (1607–1611) och Gustav IV Adolfs son  Karl Gustav (1802–1805).
När Finland hade blivit ryskt, fick titeln en mer konkret betydelse som de ryska kejsarnas titel i deras egenskap av monark i Finland. För de ryska storfurstarna av Finland, se lista över Finlands statsöverhuvuden.